# Île des Meules
L'île des Meules est une île sur l'Oise, située dans le département du même nom dépendant administrativement de la commune de Pont-Sainte-Maxence en France.

## Description
Elle s'étend sur environ 710 m de longueur pour une largeur d'environ 300 m. Elle est reliée à la rive droite de l'Oise par une écluse, dite de Sarron, et un pont, et à la rive gauche par un barrage. Contenant un lotissement sur sa rive gauche, elle est parcourue du nord au sud par la rue des Écluses.